# Kleine Boompolder
De Kleine Boompolder is een polder ten noordoosten van Sint Kruis, behorend tot de polders rond Aardenburg.
Na de inundatie van 1583 en de daaropvolgende bedijkingen lag er ten noorden van Sint Kruis een driehoekig schorrengebied ten noorden van de Sint-Pietersdijk, dat in 1657 werd ingedijkt als Boompolder door David Coolhaas, die burgemeester van Oostburg was. In 1672 volgde er echter een inundatie om de Fransen tegen te houden, waarbij de Sint-Pietersdijk werd doorgestoken en ook de Boompolder opnieuw onder water kwam te staan.
Vrijwel onmiddellijk volgde herdijking van het deel van de Boompolder dat zich ten oosten van de Sint Kruiskreek bevond. Dit werd de Kleine Boompolder. Deze polder werd in 1678 en nogmaals in 1682 overstroomd, maar spoedig weer aan het water onttrokken. Het overige deel van de Boompolder werd 1698 als Groote Boompolder en in 1700 als Goodsvlietpolder ingedijkt.
De Kleine Boompolder heeft een oppervlakte van 209 ha, waarvan zich 21 ha in België bevindt.
De polder wordt begrensd door de Kleine Boomdijk, de Zeedijk, de Hontseindestraat en de Buitendijk. Aan de rand van de polder ligt de kern van Sint Kruis en de buurtschap Hondseinde.